# Alter jüdischer Friedhof (Tábor)

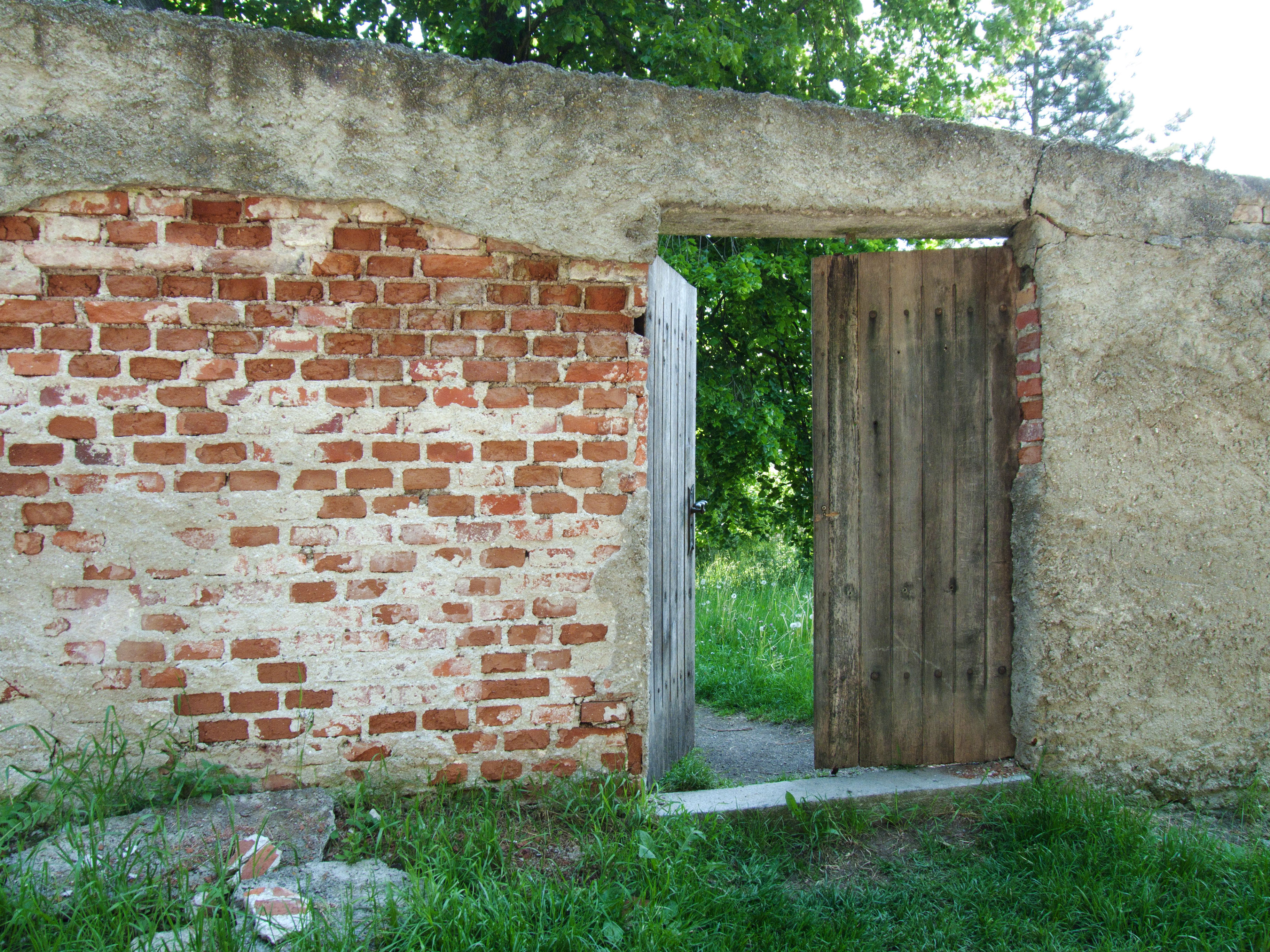
Eingang zum alten jüdischen Friedhof in Tábor

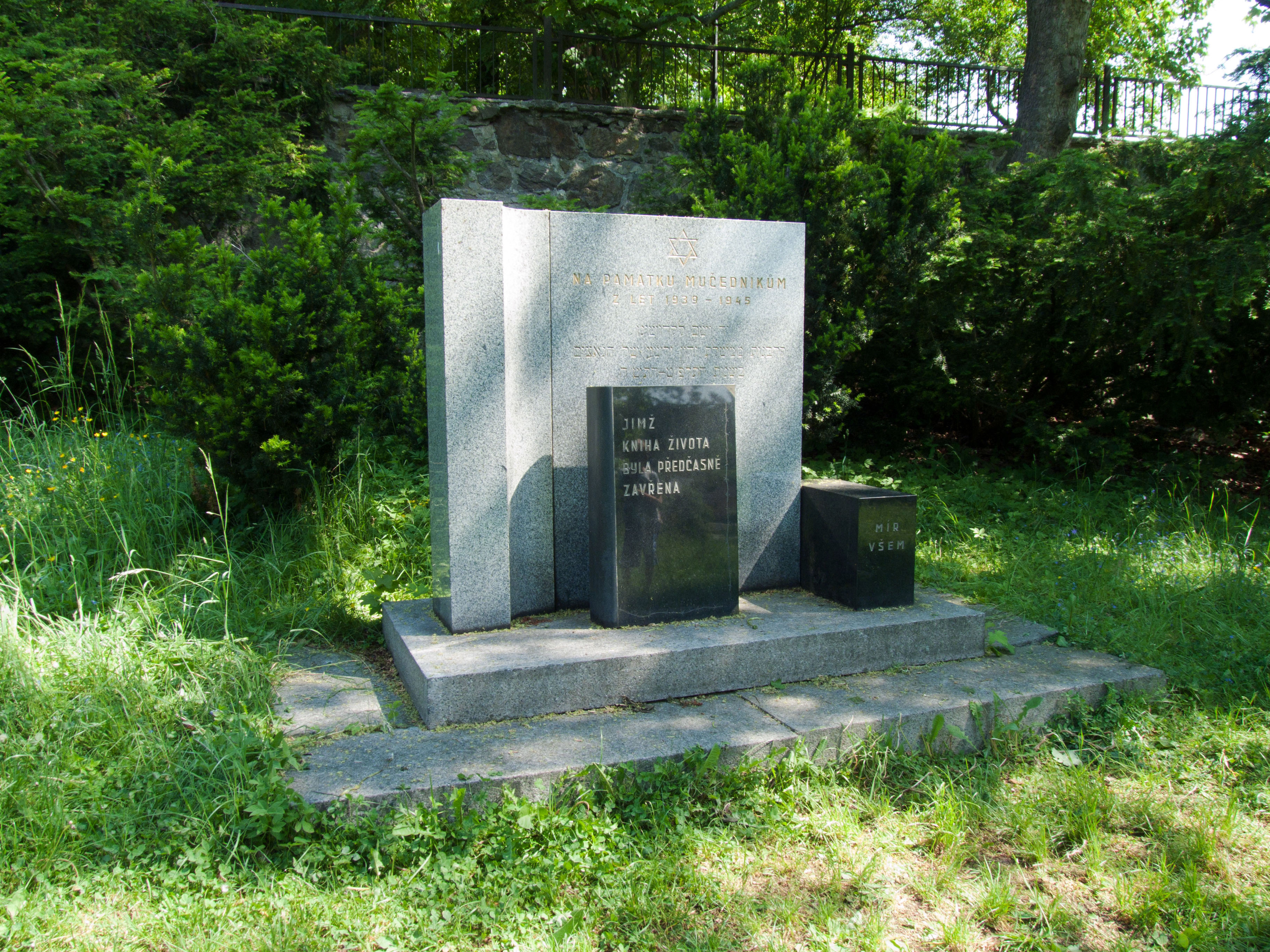
Mahnmal

Der Alte jüdische Friedhof in Tábor (deutsch Tabor), einer tschechischen Stadt in der Südböhmischen Region, wurde 1634 angelegt. Der jüdische Friedhof ist seit 1988 ein geschütztes Kulturdenkmal.
Der alte jüdische Friedhof liegt 300 Meter südwestlich des Bechyner Tores am Ende der Grünanlage Park Pod Kotnovem. Die letzten Bestattungen fanden dort um das Jahr 1893 statt. Aus Platzmangel war bereits in den 1880er Jahren ein neuer Friedhof angelegt worden.
Während der deutschen Okkupation wurde der Friedhof im Jahr 1941 eingeebnet. Nur zwei Grabsteine sind erhalten: Einen Stein hatte der Friedhofsaufseher zu einer Steinbank umfunktioniert, ein zweiter Stein wurde bei Instandhaltungsarbeiten im Jahr 1972 zufällig gefunden.
Am 23. Oktober 1955 wurde ein Mahnmal für die Opfer des Zweiten Weltkrieges enthüllt. Seit 2002 erinnert ein Mahnmal des Prager Bildhauers Karel Peřina an die Opfer der Shoah.